# 劉継宗
劉 継宗（りゅう けいそう、ルー・ケ・トン、ベトナム語：Lưu Kế Tông / 劉繼宗、生年不詳 - 989年）は、チャンパ王国（占城国）第7王朝の第6代（最後）の国王。

## 生涯
元は安南の管甲であったが、チャンパに亡命した。982年に黎桓率いる前黎朝大瞿越軍がチャンパに侵攻し（チャンパ＝大瞿越戦争 (982年)）、国王インドラヴァルマン4世が南方に逃れるという混乱に乗じて権力を握り、インドラヴァルマン4世の死後に占城王を称した。李朝仙を朝貢の使者として986年5月4日に宋へ派遣し、通犀象・龍脳・丁香・速香・箋香・沈香を献じた。劉継宗の支配していた時期、多くのチャム人がチャンパから抜け出して宋の儋州や広州に逃れた。
後に黎桓の養子率いる大瞿越軍の侵攻を受け、捕えられて殺害された。

## 参考資料
- George Cœdès (May 1, 1968). The Indianized States of South-East Asia. University of Hawaii Press. ISBN 978-0824803681
- Bruce McFarland Lockhart; Kỳ Phương Trần (January 1, 2011). The Cham of Vietnam: History, Society and Art. National University of Singapore Press. ISBN 978-9971-69-459-3
- 石井米雄、桜井由躬雄 編『東南アジア史 I 大陸部』山川出版社〈新版 世界各国史 5〉、1999年12月20日。ISBN 978-4634413504。
- レイ・タン・コイ（ベトナム語版） 著、石澤良昭 訳『東南アジア史』（増補新版）白水社〈文庫クセジュ〉、2000年4月30日。ISBN 978-4560058268。
- 桃木至朗「十-十五世紀ベトナム國家の「南」と「西」」『東洋史研究』第51巻第3号、京都大学東洋史研究会、1992年12月31日、464-497頁。
- 『宋史』巻五 本紀第五 太宗二
- 『宋史』巻四百八十九 列伝第二百四十八 外国五 占城
- 『大越史記全書』本紀巻之一 黎紀 大行皇帝
- 『宋会要輯稿』巻百十九 蕃夷四 占城
- 『宋会要輯稿』巻百二十四 蕃夷七 歴代朝貢

| スタブアイコン | サブスタブ | この項目は、まだ閲覧者の調べものの参照としては役立たない、人物に関連した書きかけの項目です。この項目を加筆・訂正などしてくださる協力者を求めています（P:人物伝/PJ:人物伝）。 |